# Вінона (Іллінойс)
Вінона (англ. Wenona) — місто (англ. city) в США, в округах Маршалл і Ла-Салл штату Іллінойс. Населення — 974 особи (2020).

## Географія
Вінона розташована за координатами 41°2′55″ пн. ш. 89°3′8″ зх. д. / 41.04861° пн. ш. 89.05222° зх. д. (41.048575, -89.052254).  За даними Бюро перепису населення США в 2010 році місто мало площу 1,92 км², уся площа — суходіл.

## Демографія
Згідно з переписом 2010 року, у місті мешкало 1056 осіб у 444 домогосподарствах у складі 284 родин. Густота населення становила 551 особа/км².  Було 496 помешкань (259/км²).
Расовий склад населення:
| - 96,7 % — білих - 0,5 % — корінних американців - 0,5 % — чорних або афроамериканців - 0,4 % — азіатів - 1,3 % — осіб інших рас |

До двох чи більше рас належало 0,7 %. Частка іспаномовних становила 4,0 % від усіх жителів.
За віковим діапазоном населення розподілялося таким чином: 26,1 % — особи молодші 18 років, 57,1 % — особи у віці 18—64 років, 16,8 % — особи у віці 65 років та старші. Медіана віку мешканця становила 37,8 року. На 100 осіб жіночої статі у місті припадало 93,1 чоловіків;  на 100 жінок у віці від 18 років та старших — 91,6 чоловіків також старших 18 років.
Середній дохід на одне домашнє господарство  становив 60 820 доларів США (медіана — 50 972), а середній дохід на одну сім'ю — 71 200 доларів (медіана — 64 018). Медіана доходів становила 53 646 доларів для чоловіків та 35 982 долари для жінок. За межею бідності перебувало 11,3 % осіб, у тому числі 18,8 % дітей у віці до 18 років та 6,1 % осіб у віці 65 років та старших.
Цивільне працевлаштоване населення становило 523 особи. Основні галузі зайнятості: виробництво — 26,2 %, транспорт — 14,1 %, роздрібна торгівля — 13,4 %, освіта, охорона здоров'я та соціальна допомога — 12,8 %.